# 1983 w sztukach plastycznych
Wydarzenia w sztukach plastycznych i wizualnych w 1983 roku.

## Wydarzenia
- W Warszawie otwarto Galerię RR[1]
- W Poznaniu zawiązała się grupa artystyczna Koło Klipsa.

## Malarstwo
- Marc Chagall

Kochankowie w czerwieni – olej na płótnie
- Hans Rudolf Giger

Zwycięstwo V (Szatan) – akryl na papierze/drewnie, 70x100 cm
- Rafael Ferrer

Merengue en Boca Chica – olej na płótnie, 152,4x182,9 cm
- Edward Dwurnik

Żegnaj Lechu!, z cyklu "Robotnicy" – akryl i olej na płótnie, 146x114 cm

## Plakat
- Jan Młodożeniec

plakat do filmu Saint Jack – format A1
- Franciszek Starowieyski

plakat do sztuki teatralnej Lulu – format B1
plakat do sztuki teatralnej Don Juan – format B1
plakat do wystawy Krzysztofa Gierałtowskiego

## Wideo
- KwieKulik

Marx Now – wystawa Zapisy, BWA w Lublinie, super 8, 7 min. 32 s.

## Rzeźba
- Krzysztof Bednarski

Victoria Victoria –  biały marmur, 50x31x22 cm, w kolekcji Muzeum Narodowego w Krakowie
Wnętrze – gips, drewno, pleksi, 167x65x55 cm, w kolekcji Muzeum Narodowego w Krakowie
- Władysław Hasior

Gwiazda kurortu – asamblaż

## Nagrody
- Nagroda im. Jana Cybisa – Jacek Sienicki
- Nagroda Oskara Kokoschki – Mario Merz[14]
- World Press Photo – Robin Moyer[15]

## Zmarli
- 25 grudnia – Joan Miró (ur. 1893), kataloński malarz, rzeźbiarz